# U-78 (1940)
U-78 — средняя немецкая подводная лодка типа VIIC времён Второй мировой войны.

## История
Заказ на постройку субмарины был отдан 25 января 1939 года. Лодка была заложена 28 марта 1940 года на верфи Бремен-Вулкан под строительным номером 6, спущена на воду 7 декабря 1940 года. Лодка вошла в строй 15 февраля 1941 года под командованием капитан-лейтенанта Адольфа Дамрезе.

### Командиры
- 15 февраля — июль 1941 года капитан-лейтенант Адольф Дамрезе
- июль 1941 — февраль 1942 года оберлейтенант цур зее Курт Маковски
- февраль — 30 июня 1942 года капитан-лейтенант Макс Бернд Дитрих
- 1 июля — ноябрь 1942 года капитан-лейтенант Эрнст Цим
- ноябрь 1942 — 16 мая 1943 года капитан-лейтенант Гельмут Соммер
- 17 мая 1943 года — 26 ноября 1944 года Вильгельм Эйзель
- 27 ноября 1944 года — 16 апреля 1945 года оберлейтенант цур зее Хорст Хюбш

### Флотилии
- 15 февраля 1941 года — 28 февраля 1945 года — 22-я флотилия (учебная)
- 1 марта 1945 года — 16 апреля 1945 года — 4-я флотилия(str-b)

### История службы
Из-за нехватки торпедных аппаратов, U-78 получила вместо пяти аппаратов лишь три: два носовых и кормовой. Поэтому лодка не совершала боевых походов а в течение всей карьеры использовалась как учебная. В конце войны служила плавучей зарядной станцией. Потоплена 16 апреля 1945 года советской артиллерией у пирса Пиллау.